# Amelora ceraunia
Amelora ceraunia là một loài bướm đêm trong họ Geometridae.